# Rob Rotten
Rob Rotten (* 1981 in San Francisco, Kalifornien) ist ein US-amerikanischer Pornodarsteller und -regisseur. Er ist Inhaber der Produktionsfirma und Website PunxProductions.com, die Hardcore-Porno-Filme mit Bezug zur Punk-Szene dreht.

## Leben
Rotten ist der Eigentümer und Gründer der US-amerikanischen Firma PunxProductions. Einer seiner neueren Filme Porn of the Dead ist eine Parodie beziehungsweise Hommage an den Film Dawn of the Dead von George A. Romero. Der Film enthält unter anderem Splatterszenen, was für einen Pornofilm eher ungewöhnlich ist. Musikalisch werden viele Produktionen von namhaften Protagonisten der US-amerikanischen Punkszene, so unter anderem den U.S. Bombs, Rancid, D.I., Bonecrusher oder Youth Brigade untermalt.
Rob Rotten arbeitete u. a. mit Darstellern wie Hillary Scott, Gia Paloma, Renee Pornero, Ashley Moore, Saphire Rae oder seiner Exfreundin Rachel Rotten zusammen.

## Auszeichnungen
- 2009: AVN-Award-Nominierung – Bestes Video – The Texas Vibrator Massacre[1]
- 2009: AVN-Award-Nominierung – Bestes Drehbuch – The Texas Vibrator Massacre[1]
- 2009: AVN-Award-Nominierung – Bester Director, Feature – The Texas Vibrator Massacre[1]
- 2010: AVN-Award-Nominierung – Bestes Vignette Release – „Bong Load Girls (Vol. 1)“[1]
- 2010: AVN-Award-Nominierung – Bester Soundtrack – „Bong Load Girls (Vol. 1)“[1]